# Zdeněk Koukal (1957)
Zdeněk Koukal (* 21. května 1957) je bývalý fotbalista, záložník. Jeho synem je fotbalista Zdeněk.

## Klubová kariéra
S fotbalem začínal v Choceradech, na vojně hrál za Duklu Tábor. Po vojně přišel jako útočník spolu s Tiborem Mičincem do Bohemians Praha. Přeškolil se na záložníka, v týmu hrál šest let a získal ligový titul v sezóně 1982/83. V roce 1986 odešel do Olomouce. V sezonách 1987–1990 hrál za Rudou Hvězdu Cheb. V zahraničí působil v kyperském týmu Omonia Nicosia a v Německu.

## Ligová bilance
| Ročník                                   | Zápasy | Góly | Klub            |
| ---------------------------------------- | ------ | ---- | --------------- |
| Česká národní fotbalová liga 1978/79     | -      | -    | VTJ Tábor       |
| Česká národní fotbalová liga 1979/80     | -      | -    | VTJ Tábor       |
| 1. československá fotbalová liga 1980/81 | 27     | 2    | Bohemians Praha |
| 1. československá fotbalová liga 1981/82 | 25     | 0    | Bohemians Praha |
| 1. československá fotbalová liga 1982/83 | 20     | 1    | Bohemians Praha |
| 1. československá fotbalová liga 1983/84 | 9      | 0    | Bohemians Praha |
| 1. československá fotbalová liga 1984/85 | 18     | 4    | Bohemians Praha |
| 1. československá fotbalová liga 1985/86 | 26     | 2    | Bohemians Praha |
| 1. československá fotbalová liga 1986/87 | 24     | 0    | Sigma Olomouc   |
| 1. československá fotbalová liga 1987/88 | 8      | 1    | RH Cheb         |
| 1. československá fotbalová liga 1988/89 | 14     | 0    | RH Cheb         |
| 1. československá fotbalová liga 1989/90 | 11     | 0    | RH Cheb         |
| 1. kyperská liga 1990/91                 | 9      | 0    | Omonia Nicosia  |
| CELKEM                                   | 182    | 10   |                 |